# Centro Direzionale (metropolitana di Napoli)
Centro Direzionale è una stazione della linea 1 della metropolitana di Napoli.

## Storia
Il cantiere della stazione è stato inaugurato il 2 agosto 2014 e i lavori sono durati dieci anni fino all'estate 2024. Nei mesi antecedenti l'apertura si sono svolte le prove tecniche e i collaudi a cura dell'ANSFISA.
La stazione è stata aperta al pubblico nel pomeriggio del 1º aprile 2025, alle ore 16. Da tale data ricopre il ruolo di capolinea meridionale della linea in attesa del completamento della successiva stazione di Tribunale.

## Strutture e impianti
La stazione, progettata dallo studio EMBT, fondato dagli architetti Enric Miralles e Benedetta Tagliabue, serve il centro direzionale di Napoli, sede di numerosi uffici pubblici. La parte esterna del complesso ferroviario occupa un'area centrale dell'isola F, ed è costituita da una tettoia "a onde" realizzata in legno lamellare, che richiama forme organiche (ispirata alle volte sotterranee della Piscina mirabilis) e crea ampie zone ombreggiate nella piazza sovrastante. In origine la tettoia avrebbe dovuto essere arricchita da una riproduzione del volto di Virgilio ad opera dello street artist Jorge Rodríguez-Gerada, visibile dall'alto da tutti gli edifici attigui, idea poi scartata per mancanza di fondi necessari. La tettoia sovrasta l'atrio di accesso, che funge anche da collegamento con la stazione della Circumvesuviana, venendo a configurare una grande piazza coperta. La pavimentazione della stazione è composta da pannelli in solfato di calcio, rivestiti con laminato plastico.
Il piano banchine è situato a soli 12 metri di profondità, il che rende la stazione una delle più superficiali dell'intera linea. Si distingue dal punto di vista architettonico per l'impiego di rivestimenti metallici su pareti e controsoffitti, decorati nei quattro colori vivaci tipici degli affreschi delle antiche abitazioni pompeiane, visibili presso gli scavi archeologici di Pompei. A completare il richiamo al contesto archeologico contribuisce la presenza, lungo le pareti dei vari ambienti della stazione, di sagome stilizzate ispirate alle figure raffigurate nella Villa dei Misteri.
Il costo complessivo della struttura è ammontato a circa 43 milioni di euro. Il tracciato ferroviario è di proprietà del Comune di Napoli, mentre la stazione stessa è la prima della linea 1 a essere di proprietà della Regione Campania, pur restando di competenza comunale.

## Servizi
La stazione dispone di:
- Biglietteria automatica
- Scale mobili
- Accessibilità per portatori di handicap
- Stazione video sorvegliata

## Interscambi
La stazione dispone di:
- Fermata autobus
- Stazione ferroviaria (Napoli Centro Direzionale, ferrovia Circumvesuviana)[17]

## Galleria d'immagini

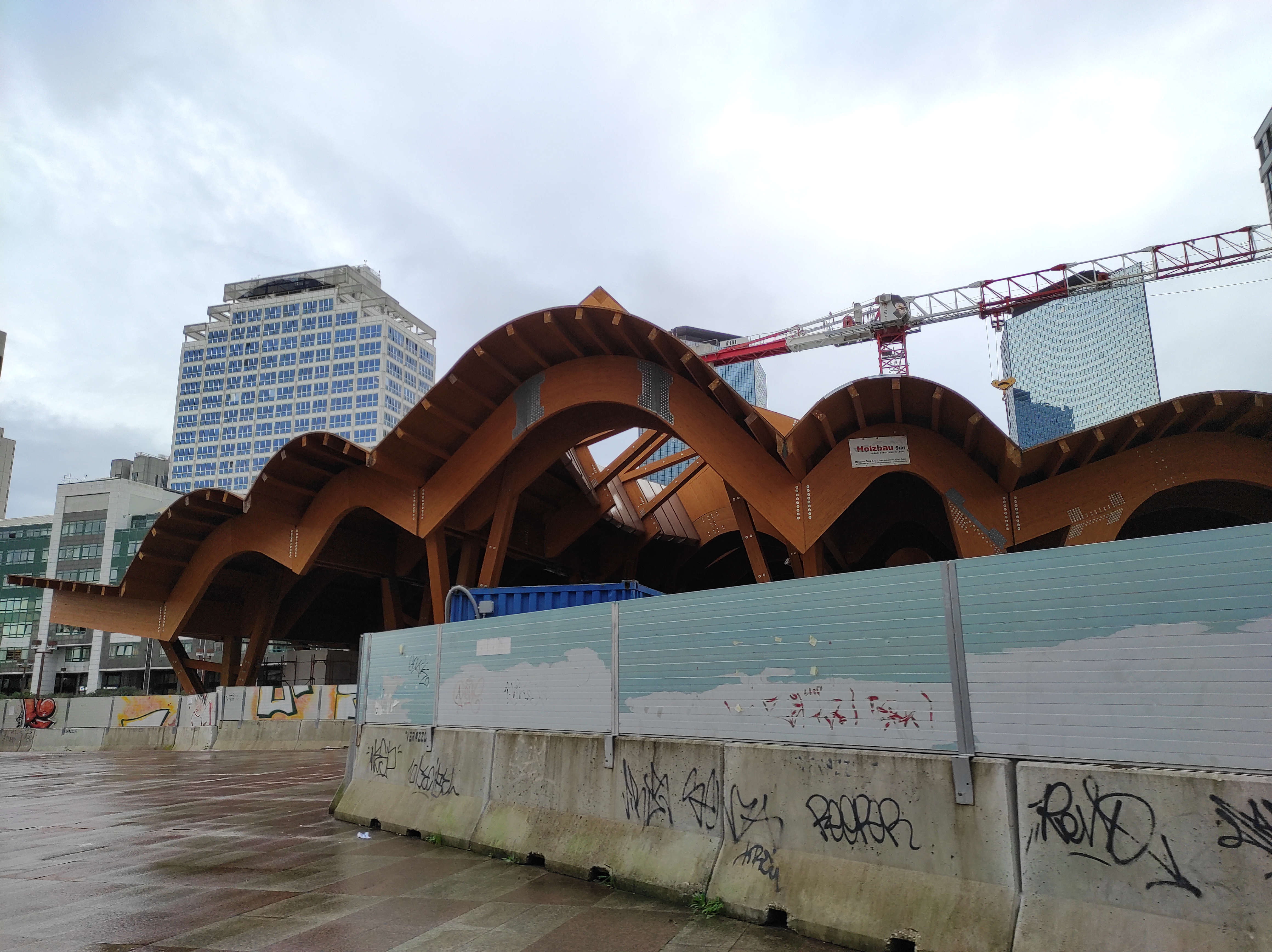
La stazione in costruzione nel dicembre 2020
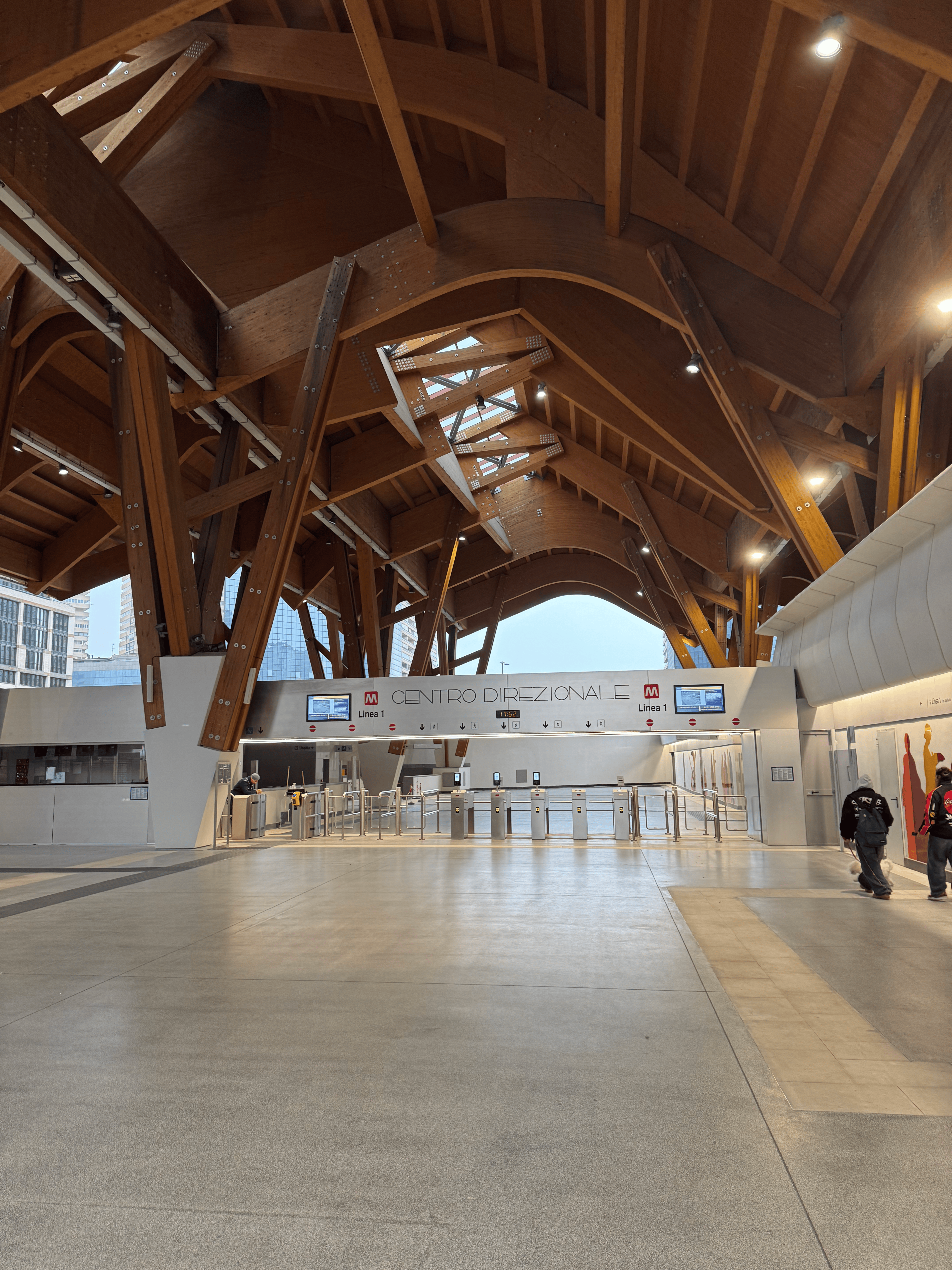
Vestibolo della stazione
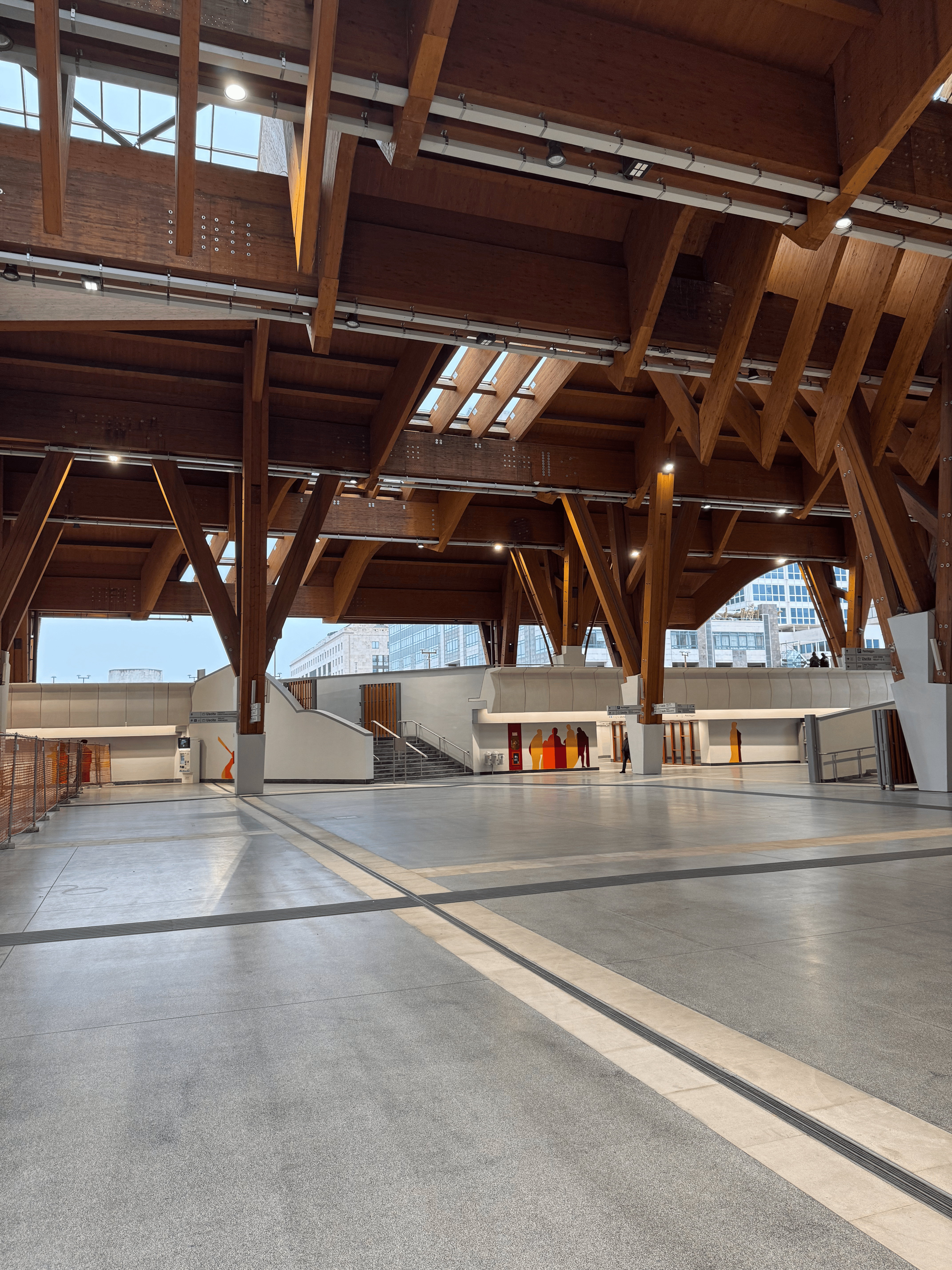
Vestibolo della stazione
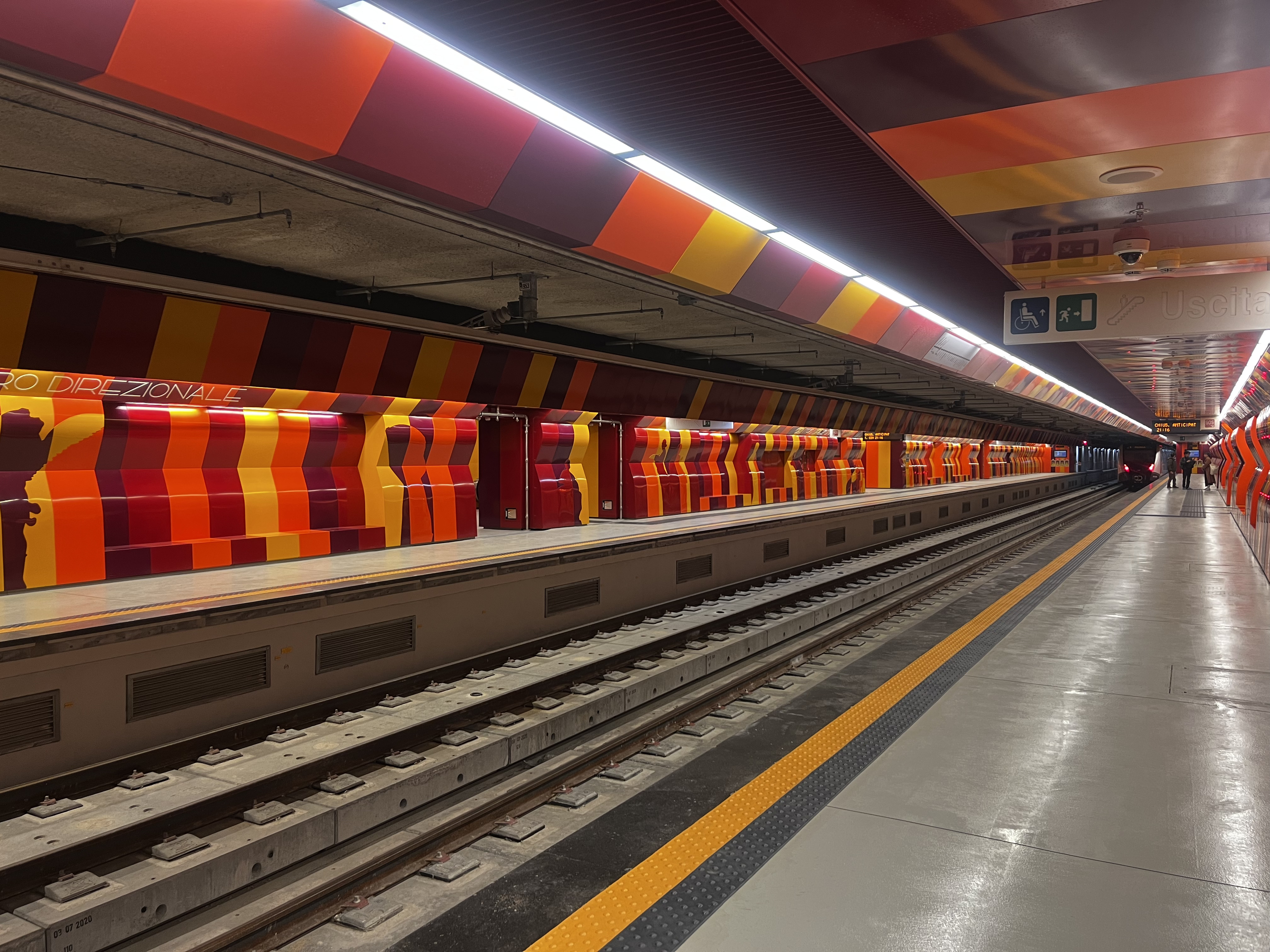
Il piano binari con le banchine
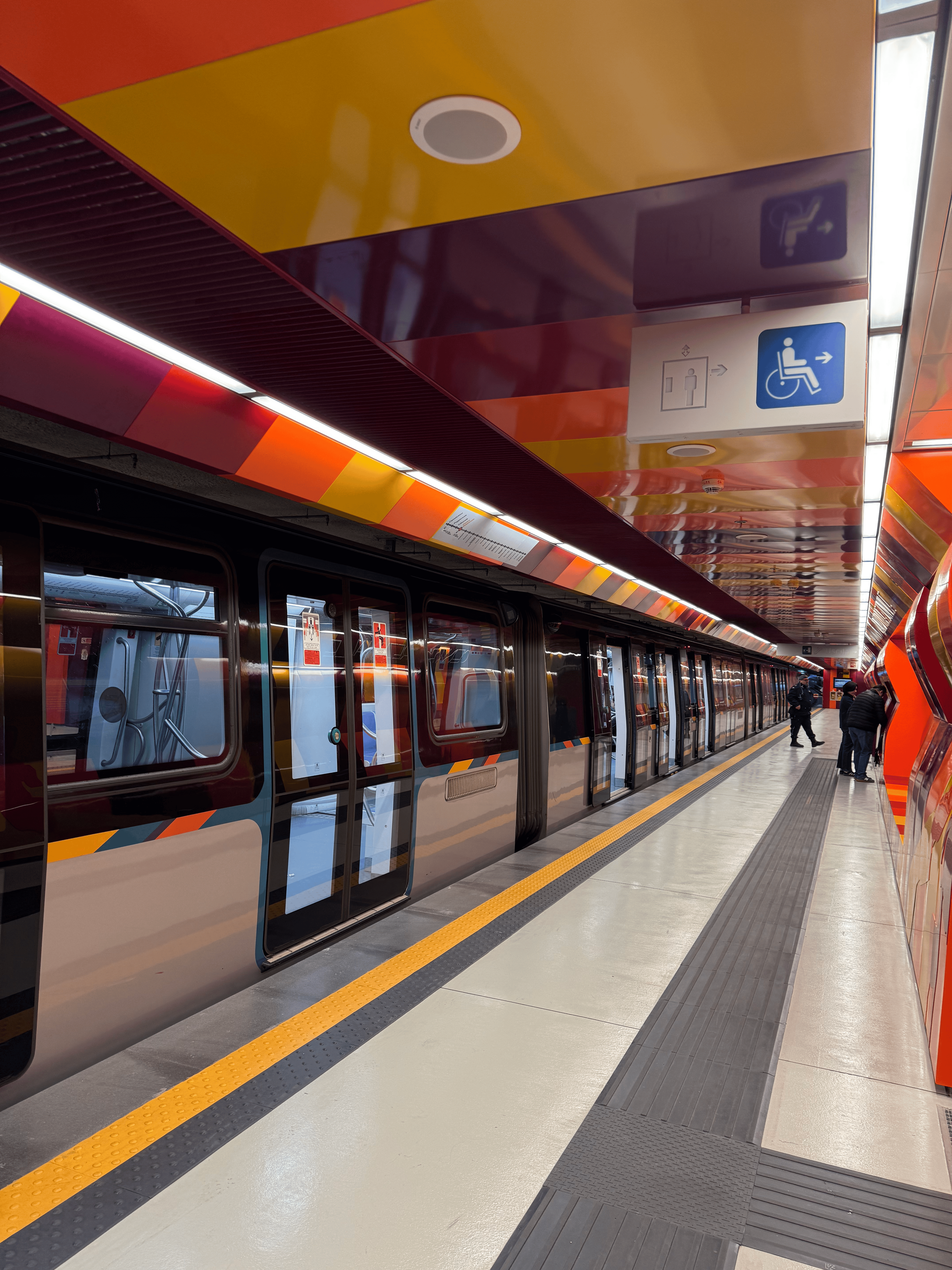
Treno CAF Inneo in banchina.